# Lejeunea spruce
Lejeunea spruce là một loài Rêu trong họ Lejeuneaceae. Loài này được Hedw. mô tả khoa học đầu tiên năm 1884.